# Marcelo Pires Halzhausen State Airport
Marcelo Pires Halzhausen State Airport (engelska: Assis Airport, portugisiska: Aeroporto de Assis, franska: Aéroport d'Assis) är en flygplats i Brasilien.   Den ligger i kommunen Assis och delstaten São Paulo, i den södra delen av landet, 800 km söder om huvudstaden Brasília. Marcelo Pires Halzhausen State Airport ligger 560 meter över havet.
Terrängen runt Marcelo Pires Halzhausen State Airport är platt. Runt Marcelo Pires Halzhausen State Airport är det ganska tätbefolkat, med 199 invånare per kvadratkilometer.. Närmaste större samhälle är Assis, 5,1 km sydost om Marcelo Pires Halzhausen State Airport.
Omgivningarna runt Marcelo Pires Halzhausen State Airport är en mosaik av jordbruksmark och naturlig växtlighet.